# Audi R8 (Type 42)
Vous lisez un « bon article » labellisé en 2008.
Pour les articles homonymes, voir Audi R8 et R8.
L'Audi R8 est une voiture sportive de prestige du constructeur automobile allemand Audi. C'est le premier coupé GT deux places de la marque qui rivalise ainsi avec autres modèles de ce segment tel que la Porsche 911 type 997, la Chevrolet Corvette C6 ou encore l'Aston Martin DBS V12.

## Historique

### Contexte et développement

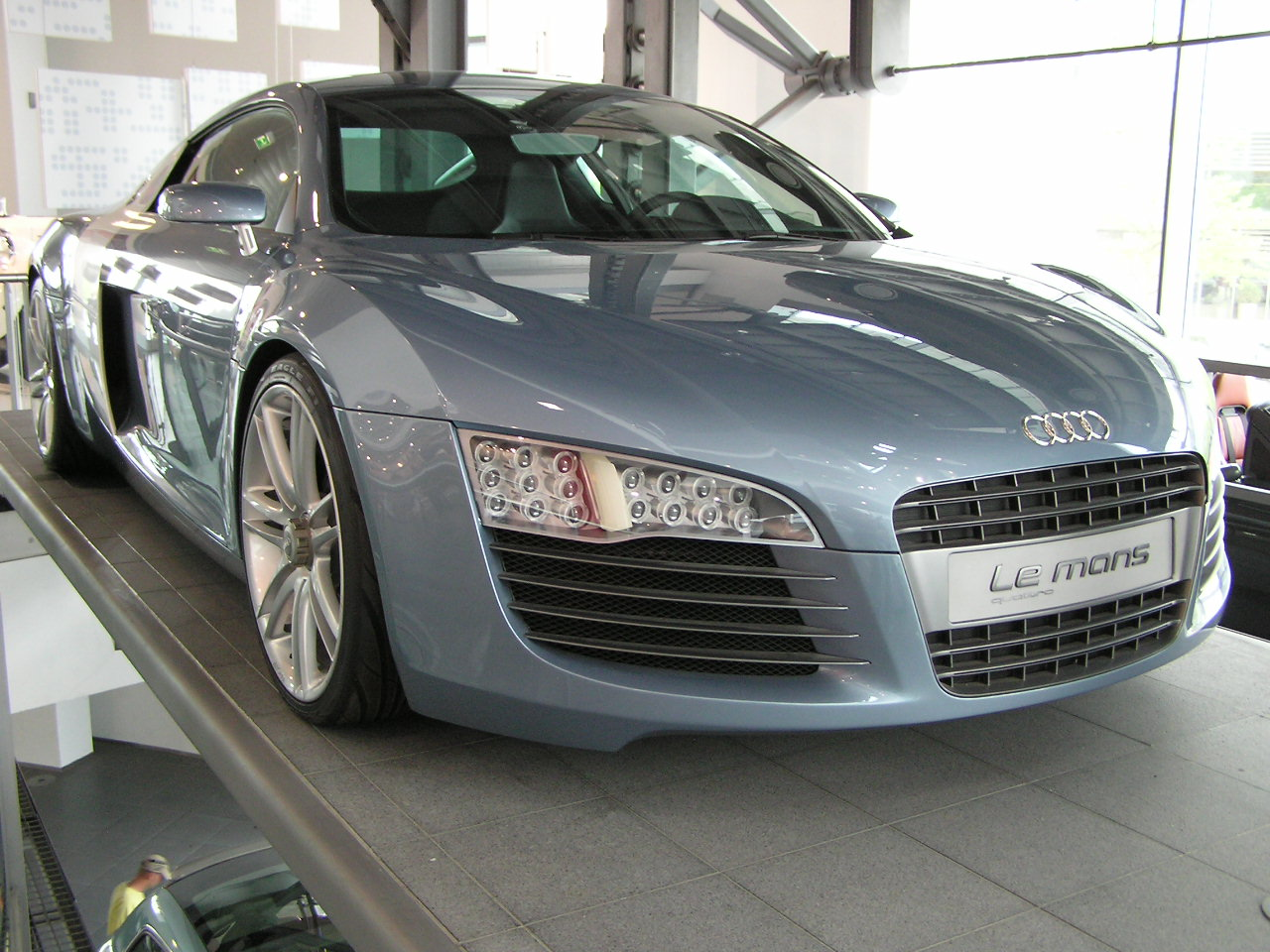
Audi Le Mans Quattro de 2003.

Les concept cars et prototypes Avus Quattro et Quattro Spyder, tout d'eux de 1991, mais principalement l'Audi Le Mans Quattro présentée au salon de l'automobile de Francfort en 2003, furent les inspirateurs de la R8 Type 42,. Elle tire son nom de la voiture de course homonyme, victorieuse aux 24 Heures du Mans de 2005.
Lors des premiers essais routiers avec des véhicules de pré-série sur le circuit allemand du Nürburgring, des problèmes sont survenus avec la ventilation du groupe motopropulseur, provoquant l'incendie complet d'un véhicule. Cependant, cela n'a concerné que les voitures de pré-production équipées du moteur V10, qui n'étaient pas encore disponibles à l'époque. Un incendie s'est également déclaré dans un prototype circulant sur une route de campagne dans l'arrondissement de Schwäbisch Hall.
Malgré la surchauffe et les problèmes de pneus, la date prévue de démarrage de la production de la V10 (début 2009) n'a pas été reportée sous le patron de l'entreprise de l'époque, Martin Winterkorn. Selon Audi, tous les problèmes avaient été résolus dès le début de la production[réf. nécessaire].
Elle est produite à Neckarsulm (Bade-Wurtemberg) en Allemagne et sa construction est organisée comme dans une manufacture où des spécialistes vérifient la qualité de chaque pièce.

### Présentation et lancement
Le modèle de production de la R8 fut officiellement présentée pour la première fois au mondial de l'automobile de Paris en septembre 2006.
La version Coupé est présente dans les concessions Audi à partir d'avril 2007. Le prix de l'Audi, tout comme ses concurrentes, dépasse la barre des 100 000 € sans les options.
Face à l'engouement grandissant de la R8 en Europe, Audi a dû revoir à la hausse sa cadence de production qui est désormais de 20 R8 par jour. Le constructeur allemand s'est même décidé à décliner la R8, mue dans un premier temps par un moteur V8, en une version plus puissante (R8 V10) en 2009, une version de course (R8 LMS) en 2009, puis une version découvrable (R8 Spyder) en 2010.

## Les différentes versions
| Logo Audi.      | 2003          | 2004-2006         | 2007              | 2008              | 2009               | 2010               | 2011               | 2012               | 2013               | 2014               | 2015    |
| Logo Audi.      | Concept cars  | Concept cars      | Phase 1           | Phase 1           | Phase 1            | Phase 1            | Phase 1            | Phase 2            | Phase 2            | Phase 2            | Phase 2 |
| Audi R8 Type 42 |               |                   |                   |                   |                    |                    |                    |                    |                    |                    |         |
| Le Mans Quattro | Prototypes R8 |                   |                   |                   |                    |                    |                    |                    |                    |                    |         |
|                 |               | Audi R8 4.2 Coupé | Audi R8 4.2 Coupé | Audi R8 4.2 Coupé | Audi R8 4.2 Coupé  | Audi R8 5.2 Coupé  | Audi R8 5.2 Coupé  | Audi R8 5.2 Coupé  | Audi R8 5.2 Coupé  | Audi R8 5.2 Coupé  |         |
|                 |               |                   |                   |                   | Audi R8 4.2 Spyder | Audi R8 4.2 Spyder | Audi R8 5.2 Spyder | Audi R8 5.2 Spyder | Audi R8 5.2 Spyder | Audi R8 5.2 Spyder |         |

Légende couleur : Essence ; Diesel

### Carrosseries
L'Audi R8 Type 42 s'est vue proposée deux types de carrosseries : coupé et cabriolet.

### Préparateurs
Les principaux préparateurs automobiles travaillant sur les produits du groupe VAG ou spécialement sur les Audi se sont penchés sur l'Audi R8. Mais son caractère spécifique a aussi attiré l'attention de préparateurs spécialisés dans le très haut de gamme, tel EDO Competition.

#### ABT

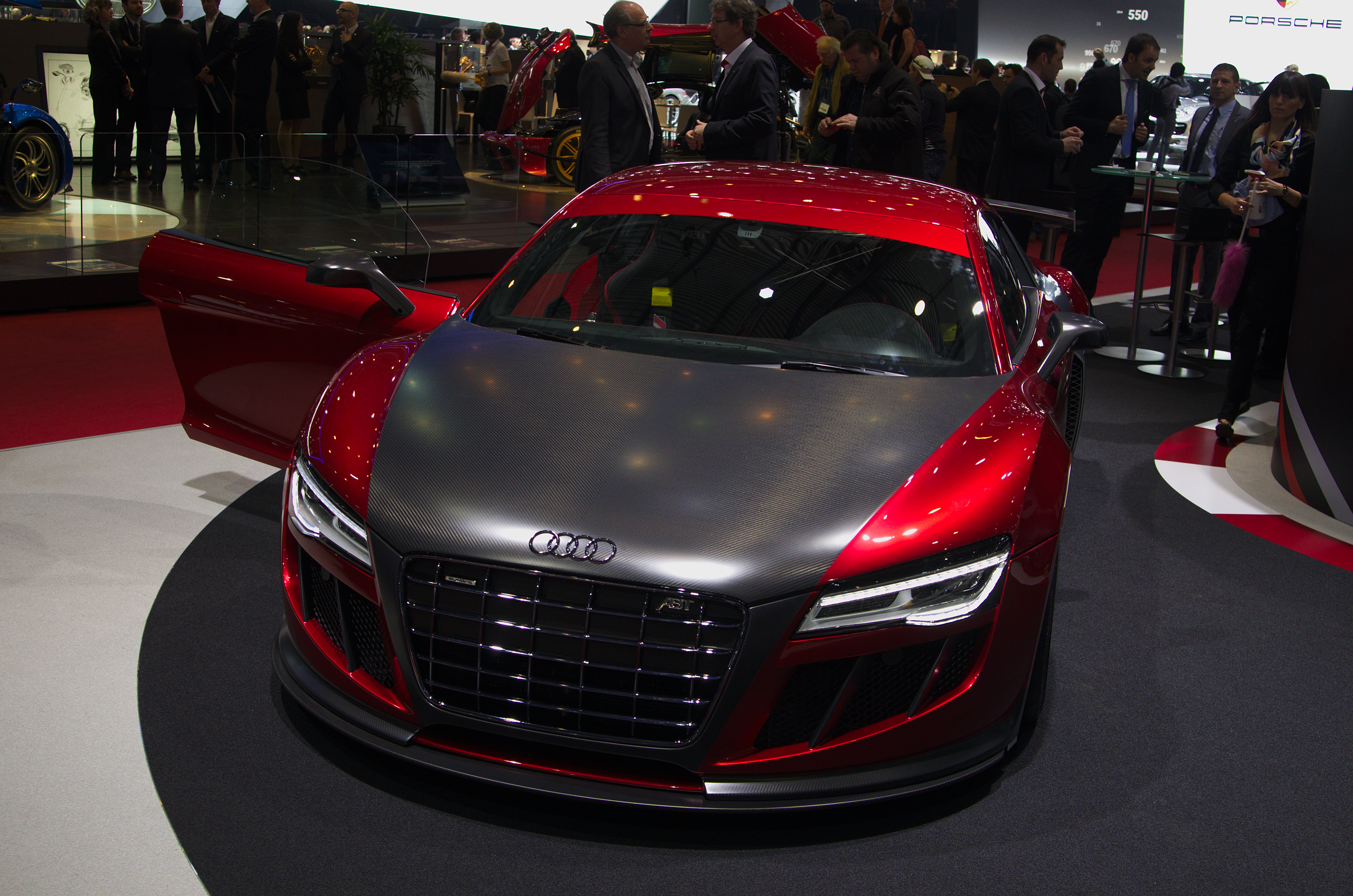
R8 GTR

Le très connu préparateur allemand dans le monde du tuning, ABT Sportline a fait, depuis quelques années, la modification des Audi sa spécialité. En décembre 2007, ABT s'attaque à l'Audi R8 aussi bien d'un point de vue moteur qu'esthétique.
Le V8 de l'Audi, initialement à 420 ch atteint après modification, 530 ch. Avec une telle puissance, cette R8 ABT atteint les 100 km/h DA (départ-arrêté) en 3,9 s. En ce qui concerne le design, ABT utilise une part importante de carbone notamment sur le capot. Un spoiler plus imposant fait son apparition à l'arrière et les quatre sorties d'échappement opèrent une rotation pour terminer en diagonale. Les prises sur la face avant, quant à elles, sont légèrement rétrécies en raison du dessin de la carrosserie, plus aigu, adopté par ABT.

#### MTM (Motoren Technik Mayer)
Le design de l'Audi R8 est globalement conservé, hormis la teinte de carrosserie bi-tons noire et blanche. L'habitacle est équipé de sièges baquets recouverts de cuir blanc et de nombreux inserts de carbone sont présents. Visuellement, l'Audi se distingue par des jantes MTM en aluminium de 20 pouces montées sur des pneus Michelin Sport Cup de 245/30 à l'avant et 315/20 à l'arrière. Pour stopper cette R8, des disques ventilés de 380/34 mm à l'avant et 356/32 mm à l'arrière sont installés.
Néanmoins, la plus grande nouveauté se situe au niveau de la motorisation. Le V8 4,2 L développe désormais 560 ch à 7 750 tr/min grâce à l'adjonction d'un compresseur volumétrique pour un couple gagnant 152 Nm et culminant à 580 Nm. Il est couplé à une boîte manuelle à six rapports associé à une transmission intégrale. Le 0 à 100 km/h est sur cette version MTM est réalisé en 3,9 secondes pour une vitesse maximum de 315 km/h,.

#### EDO Competition
Edo Compétition a eu moins d'audace esthétique qu'ABT sur l'Audi R8. Outre les jantes spécifiques de 20 pouces, les modifications sont mineures. Cette dernière conserve en effet son aspect général, agrémenté de diverses pièces en carbone : un aileron avant, un déflecteur à l'arrière et des lamelles affinées dans les prises d'air.
En ce qui concerne le moteur, le V8 FSI développe uniquement 22 chevaux et 20 Nm supplémentaires. Les performances ne sont ainsi que peu améliorées : le 0 à 100 km/h est atteint en 4,5 s et la vitesse maximale passe à 310 km/h.

#### PPI Razor
PPI Automotive Design GmbH s'est également décidé à redessiner l'Audi R8 avec, comme à son habitude, une augmentation de puissance et un kit aérodynamique.
La puissance du moteur V8 de 4,2 L développe désormais 460 ch, délivre un couple de 465 Nm, et permet à cette Audi d'atteindre les 311 km/h. Sur le plan esthétique, PPI a ajouté principalement des éléments aérodynamiques imposants comme les boucliers avant et arrière et l'aileron carbone. Plutôt étonnant chez les préparateurs, PPI s'est intéressé à l'intérieur de l'Audi R8, en modifiant entre autres le pommeau du levier de vitesses.

### Audi R8 V8

#### Design
Les optiques de l'Audi R8, « regard froncé sur l’horizon », sont soulignées par un chapelet de 12 LED (diode électroluminescente) en option couplée avec les phares bi-xénon, une des nouvelles technologies en matière d'éclairage — bien plus efficace que le xénon — pour un éclairage de jour. La calandre de l'Audi R8 reprend le dessin trapézoïdal Single Frame qui  équipe toutes les Audi récentes. Cependant les quatre anneaux de la marque sont cette fois placés sur le capot et non sur la calandre.
Le dessin de l'Audi R8 est plutôt autoritaire de par cette calandre imposante et des deux grandes prises d’air supplémentaires de part et d'autre de cette dernière. Par ailleurs, les 6 coloris de la carrosserie de l'Audi R8 ne sont pas forcément uniformes grâce à la présence de Side Blades (sur les flancs) dont la couleur et la matière (en carbone ou en aluminium) peuvent être différentes du reste du véhicule. Dans certains cas, cette possibilité a un surcoût. Le moteur placé sous une vitre de verre impressionne par son dessin — ce dernier peut d'ailleurs en option être éclairé — dont l'accessibilité plaira aux passionnés de mécanique,.
Quelques mois[Quand ?] après la version V10 Spyder, c'est au tour du modèle V8 d'être décliné en carrosserie roadster. Le design reprend celui du Spyder V10, et les Side Blades sont donc là aussi absentes, ce qui rend la voiture moins caractéristique que le coupé.
À l'intérieur, les commandes sont radicalement tournées vers le poste de conduite par une architecture asymétrique. L'Audi R8 est sportive et sobre à la fois : l'intérieur soigné dégageant une impression de sérieux typique de la marque allemande où le cuir Alcantara possède une place majoritaire, les quatre sorties d'échappement, et l'aileron qui se soulève à partir de 100 km/h (et qui se referme en dessous de 80 km/h) en sont les témoins. La R8 reprend par ailleurs le volant non cyclique à base plate apparu sur l'Audi RS4, et qui équipe désormais[Quand ?] l'ensemble des gammes S et RS. L'ergonomie et l'éclairage de bord est par ailleurs résolument moderne,.

#### Moteur et performances
Mue par un moteur V8 atmosphérique essence à 4 soupapes par cylindres de 4,2 L, placé en position centrale arrière, une première dans l'histoire d'Audi, emprunté à la berline Audi RS4, l'Audi R8 développe une puissance maximale de 309 kW soit 420 ch à 7 800 tr/min et un couple maximal de 430 Nm atteint à 4 500 tr/min. Déployant près de 100 ch au litre et atteignant un régime-tour maximal de 8 250 tr/min pour une vitesse de pointe de plus de 300 km/h, supérieur à sa concurrente la Jaguar XKR, l'Audi R8 passe de 0 à 100 km/h en 4,6 s et de 0 à 200 km/h en 16,5 s dans une sonorité « rauque et bestiale ». Le moteur est compact et léger et ne consomme que 15 litres sur l'autoroute mais ce chiffre s'élève à près de 23 litres à forte cadence.

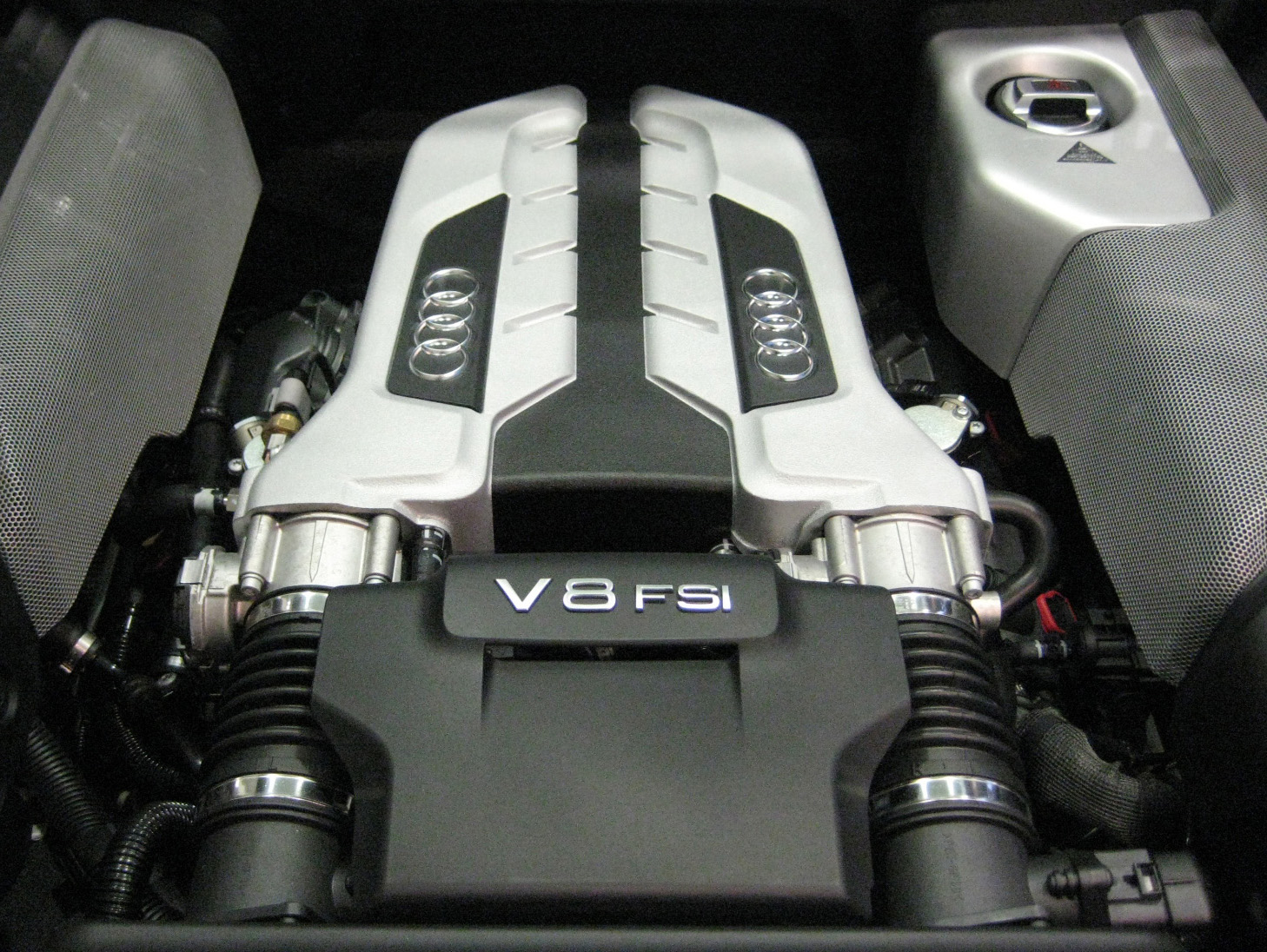
Le moteur est en position centrale arrière, une première pour Audi.

Ces performances s'expliquent en partie par l'adoption de l'injection directe FSI. Cette technologie, développée par Audi, offre, selon le constructeur, sensiblement plus de dynamisme, une hausse du couple et de la puissance, et une baisse de consommation atteignant près de 15 %. Le moteur fonctionne à charge stratifiée en charge partielle — un papillon concentre le flux d'air issu de la tubulure d'admission au niveau de la bougie d'allumage — ou à charge homogène en pleine charge — la pédale d'accélérateur enfoncé, le mélange injecté dans la chambre de combustion est homogène. Ce fonctionnement de l'injection octroie une gestion optimale de la combustion en fonction de la charge,. L'inconvénient de ce genre de technologie est qu'elle nécessite une bonne maitrise de son fonctionnement puisque la charge stratifiée n'est réalisable que sur une plage restreinte du régime-moteur,.

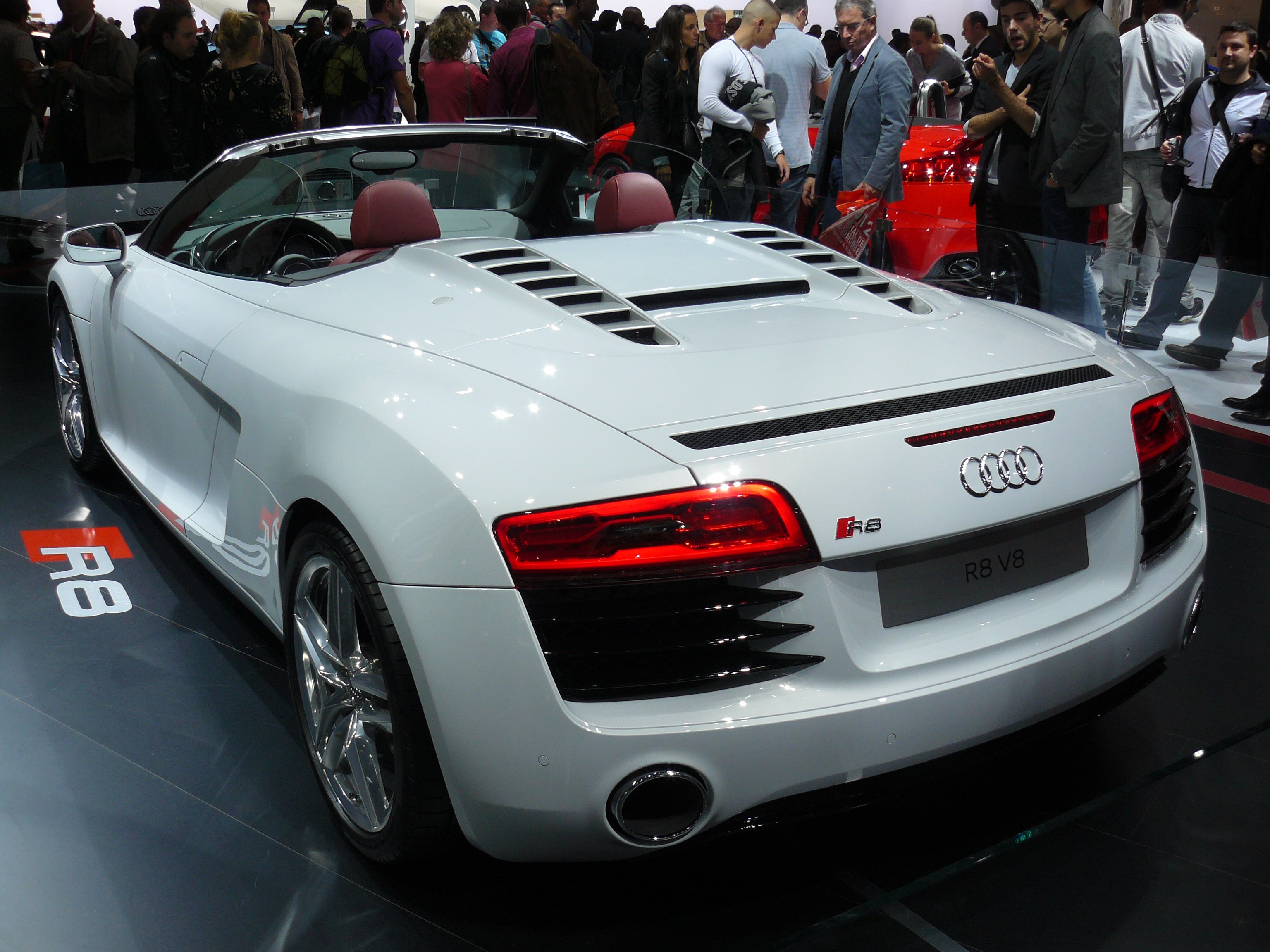
La version Spyder de l'Audi R8 V8.

Ces performances sont également possibles grâce au châssis tout aluminium lui conférant ainsi « seulement » 1 560 kg, mais également grâce à l'attention toute particulière d'Audi à l'aérodynamisme. En effet, l'Audi R8 propose un Cx de 0,345 et une portance négative, notamment grâce à deux grands diffuseurs situés dans le pare-chocs arrière. Le rapport poids/puissance est alors de 3,71 kg/ch. Des performances importantes dues également au nouvel emplacement du moteur qui permet une répartition idéale des masses : 44/56.
La lubrification du moteur étant réalisée par carter sec, l'Audi R8 supporte aisément les accélérations longitudinales et transversales maximales. Cette technique permet en effet d'abaisser le moteur, et donc le centre de gravité, puisque le moteur ne possède pas de carter d'huile situé en partie basse.

#### Transmission

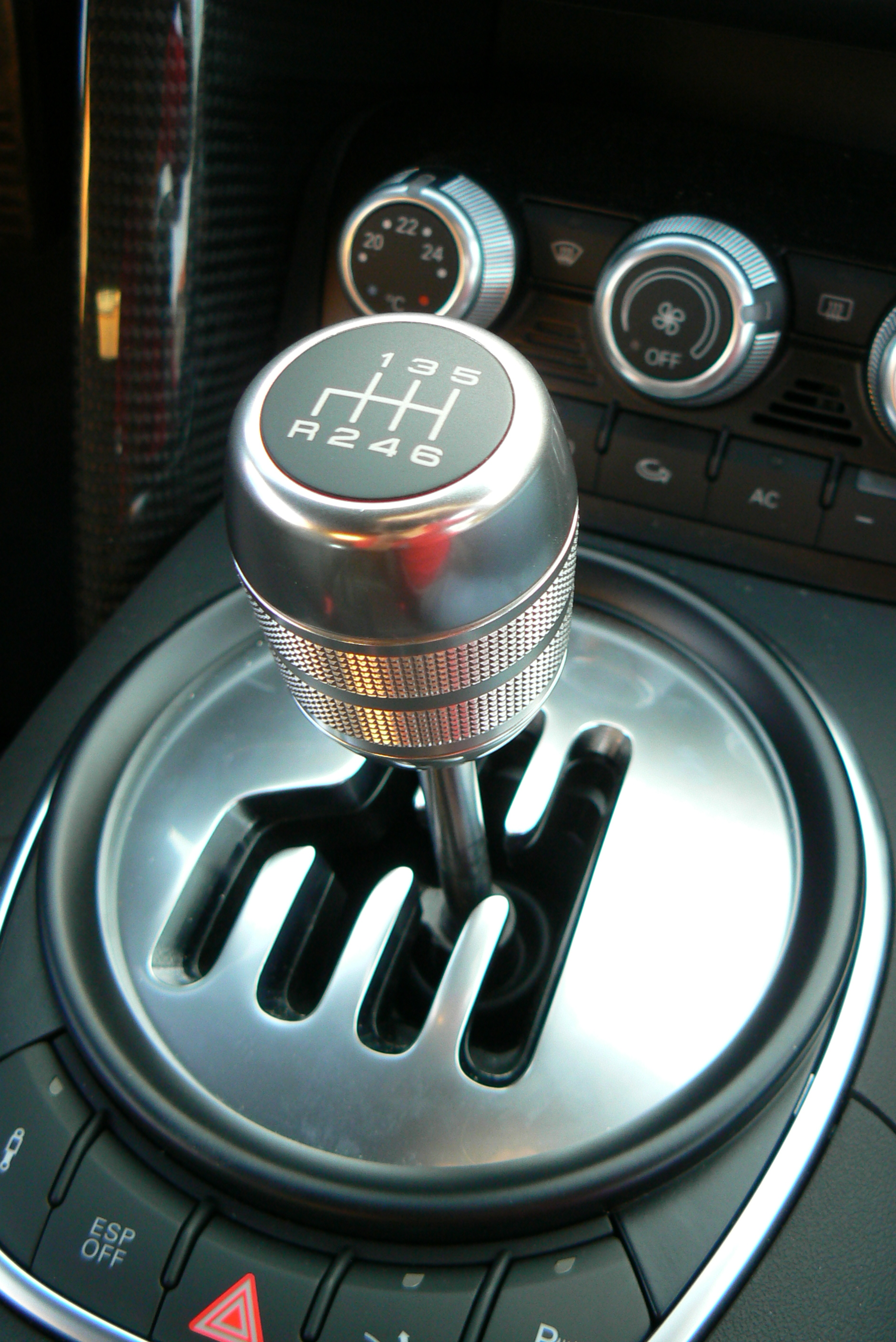
Le levier de changement de vitesses de la R8.

Deux types de boîte de vitesses sont disponibles : une boîte manuelle à 6 rapports, tactile et précise, et la boîte de vitesses séquentielle Audi R-tronic (également appelée boîte robotisée) fonctionnant selon le même principe que la boîte E-gear de Lamborghini, utilisant des actionneurs électro-hydrauliques (palettes) situés sur le volant,. La technologie Shift by Wire appliquée à cette transmission permet des passages de vitesses très rapides qui, alliée à une boîte de vitesses compacte, assure un plaisir de conduite maximum au conducteur,. Néanmoins, elle aurait gagné en efficacité grâce à un meilleur calibrage et n'apporte pas la précision et la douceur des boîtes DSG à double embrayage ou la rapidité de passage des boîtes F1 de Ferrari.
La transmission intégrale quattro de dernière génération installée sur l'Audi R8 privilégie le couple sur le train arrière entre 65 et 90 %, affirmant ainsi son caractère de propulsion. Ce couple est réparti variablement entre les deux essieux par l'intermédiaire d'un visco-coupleur.

#### Châssis et comportement
La structure du châssis, dénommée Space Frame, est réalisée à 77 % en profilés d'aluminium extrudés, en tôles d'aluminium à 22 %, et en pièces moulées à 8 %, déjà utilisé sur la Lamborghini Gallardo si bien que son poids est de seulement 277 kg. Celui-ci est par ailleurs équipé de doubles bras transversaux en aluminium forgé garantissent un guidage optimal des roues. Cette géométrie confère à l'Audi R8 son « incroyable dynamisme » que bon nombre de spécialistes s'accordent à dire. Le cadre du moteur est en revanche en magnésium, performant pour plus de rigidité et un poids contenu. L'Audi R8 brille également par sa polyvalence que Martin Winterkom, le dirigeant d'Audi, résume avec humour par « une voiture pour aller chercher le pain ». À noter que l'Audi R8, utilisé dans le film "Iron Man" lors d'une cascade, a du être modifiée.
En effet, le châssis étant tellement résistant, les techniciens ont dû le précouper afin d'obtenir l'effet destructeur attendu.

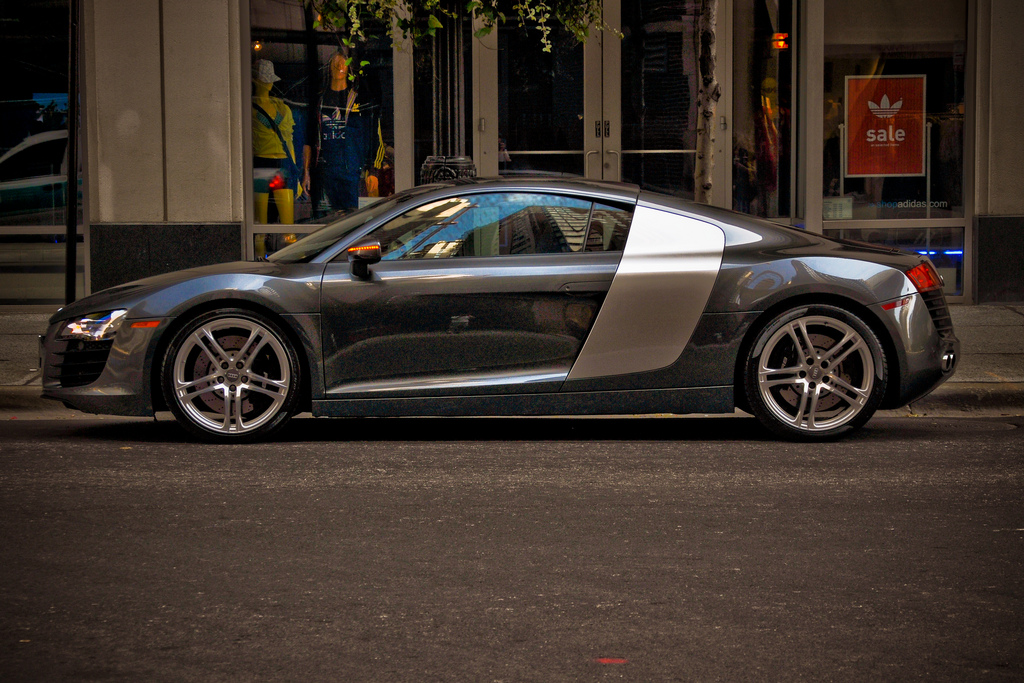
Une Audi R8 de profil.

Le freinage de l'Audi R8, par l'intermédiaire de quatre disques ventilés, dotés chacun de 8 pistons à l'avant et de 4 à l'arrière, est très mordant. Les plateaux de friction sont connectés aux éléments centraux en aluminium par des dissipateurs thermiques destinés à ne pas propager la chaleur dans les moyeux. La résistance au blocage des freins est, selon le magazine Evo, un incroyable atout pour la R8. Des freins céramiques sont proposés en options, évitant ainsi tous les problèmes de chaleur. Les imposants pneus de 235/40 à l'avant et 285/35 à l'arrière, placés sur des jantes de 18 ou 19 pouces sont développés spécifiquement par Pirelli et assurent une bonne adhérence de la R8.
À basse comme à haute vitesse, l'Audi R8 profite d'une stabilité remarquable grâce aux suspensions à double triangulation mais également grâce à l'option Audi Magnetic Ride qui permet d'adapter la force d'amortissement en continu. Cette technologie utilise une huile contenant de fines particules métalliques de quelques microns (appelé fluide magnéto-rhéologique), qui sous l'effet d'un champ magnétique créé par une bobine placée dans le corps du piston, modifie la cohésion des particules et fait varier de ce fait la viscosité de l'huile, engendrant ainsi l'affermissement des suspensions. Les suspensions d'origine trop fermes selon le magazine Top's Cars, sont parfaitement compensées par cette dernière option.

#### Habitabilité - Confort

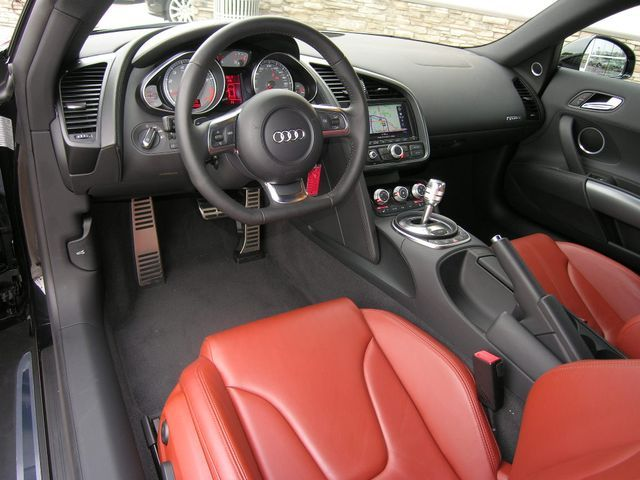
Le poste de conduite de la R8.

Côté habitabilité et confort, l'Audi R8 s'équipe de nombreuses technologies dès la version de série comme : les projecteurs xénon, la climatisation automatique, l’autoradio CD, le système idSAT (immobilisation et localisation par satellite) et la sellerie cuir (sièges sport). L'habillage intégral en cuir est quant à lui en option. Les seules deux places de la R8 sont largement dimensionnées de façon à accueillir des sièges semi-baquet « exemplaires » sur le plan du confort et de l'ergonomie. Ils assurent un très bon maintien latéral et une « position de conduite parfaite ». Cependant, le volume accordé au chargement est assez restreint : 100 dm3 dans la partie avant de l'Audi R8 et 90 dm3 derrière les sièges.
Audi propose ainsi tout de même un chapelet d'options comme : l'Audi Hill Hold Assist (assistant de démarrage en côte), le système d’aide au parking avant et arrière (avec ou sans caméra de recul), l’allumage automatique des phares, le régulateur de vitesse ou le système audio Bang & Olufsen, comprenant 12 enceintes alimentées par 10 canaux d’amplification et d’un système de traitement audio numérique, pour une puissance d’amplification totale de 465 watts. D'ailleurs, l'insonorisation de la R8 est particulièrement soignée et « le V8 avec ses accents de turbine transcende le conducteur, un petit renvoi automatique de régime ponctuant la remontée de chaque rapport en mode séquentiel ».
L'Audi R8 est équipée de très nombreuses aides électroniques : ABS avec amplificateur et répartiteur de freinage, blocage électronique de différentiel, ESP désactivable à deux niveaux, antipatinage, etc. La sécurité de cette supercar n'est pas non plus négligée : tous les airbags nécessaires sont présents et des fixations ISOFIX sont disponibles de série. Par ailleurs, le pare-brise peu incliné confère une excellente visibilité au pilote.

#### Galerie

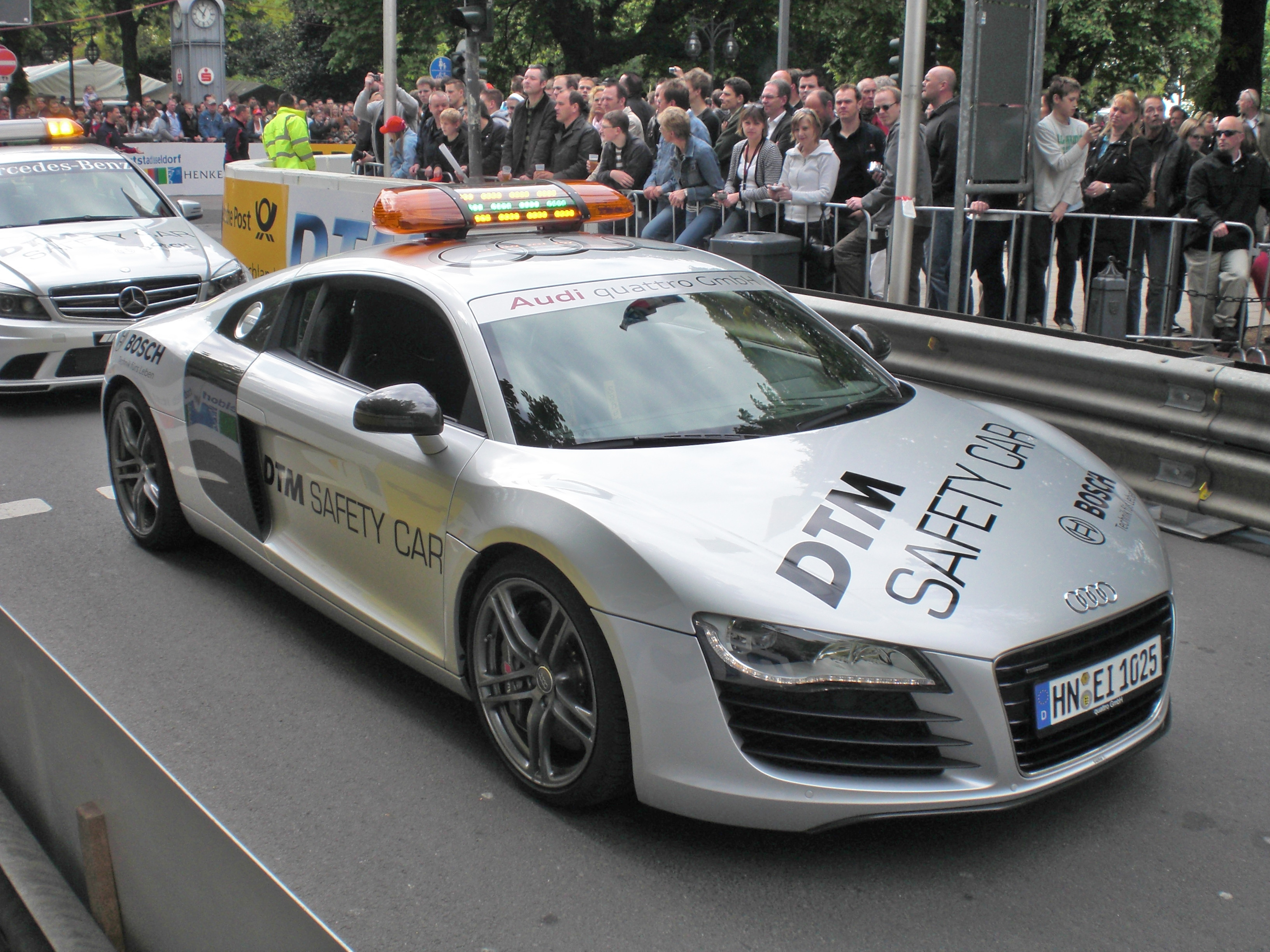
Audi R8, safety car lors des championnats DTM
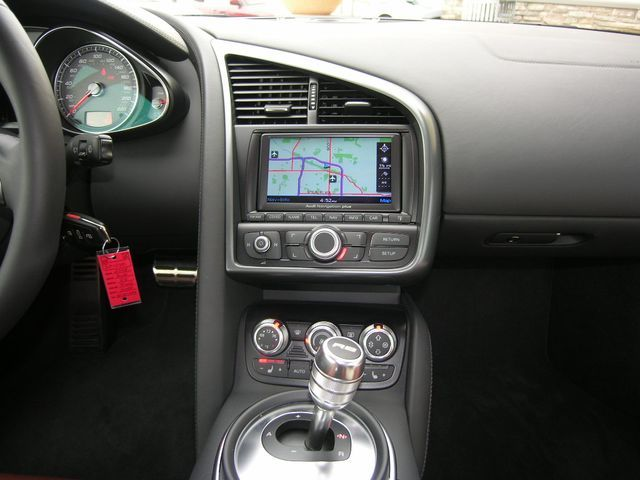
Système de navigation de l'Audi R8
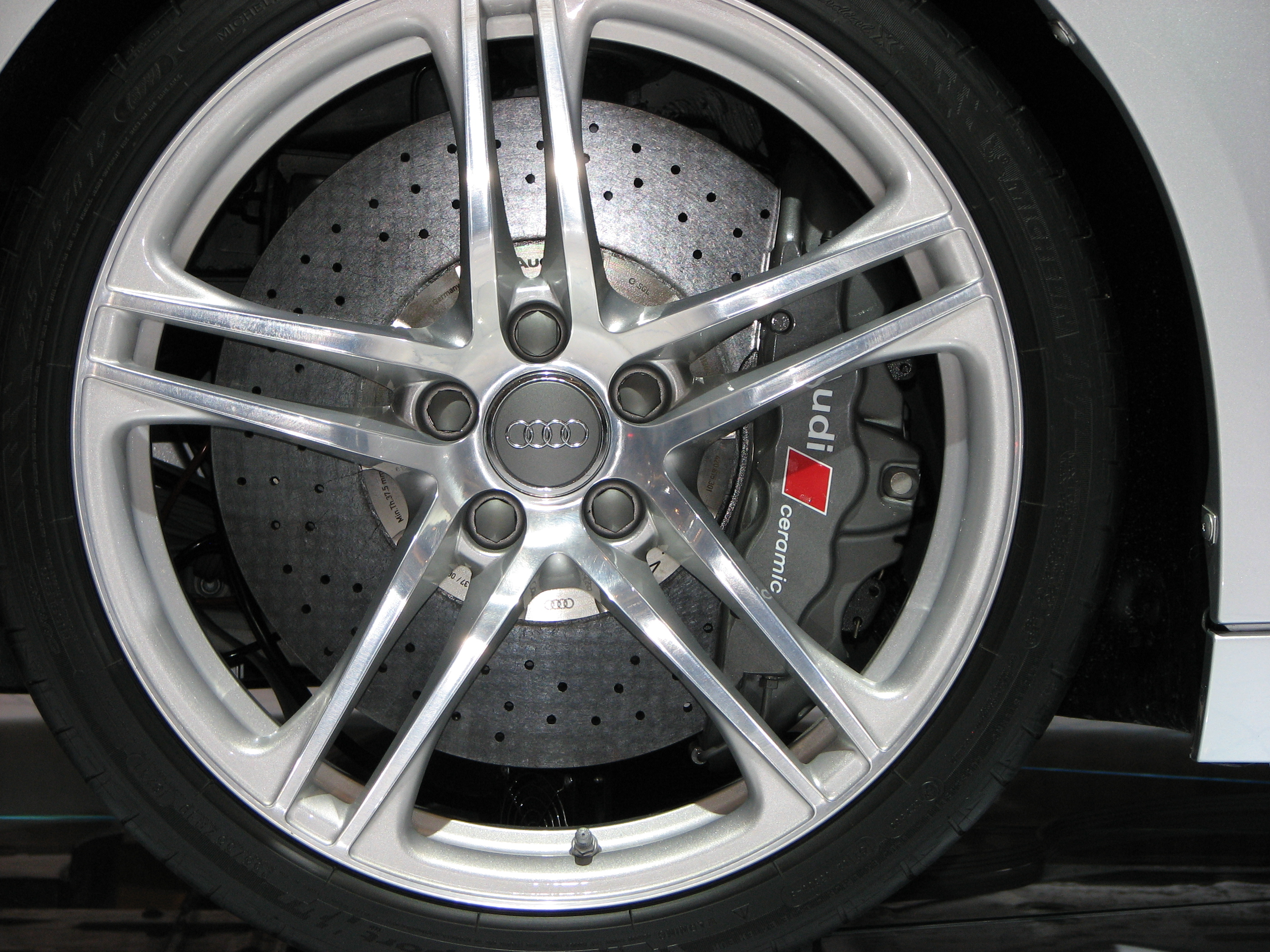
Photographie des jantes de 19 pouces et des disques ventilés
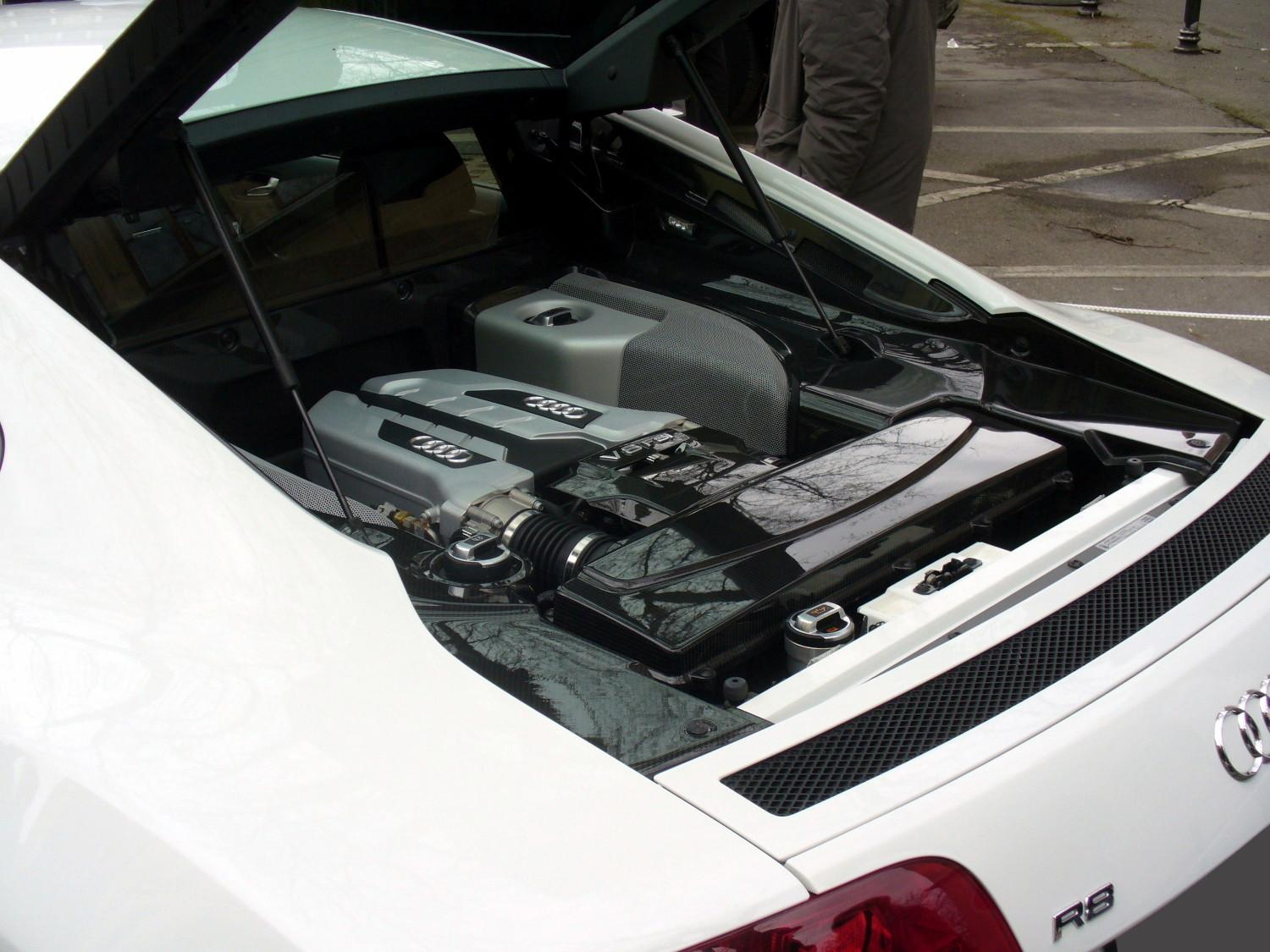
Le moteur est en position centrale arrière

### Audi R8 V12 TDI Concept et TDI Le Mans

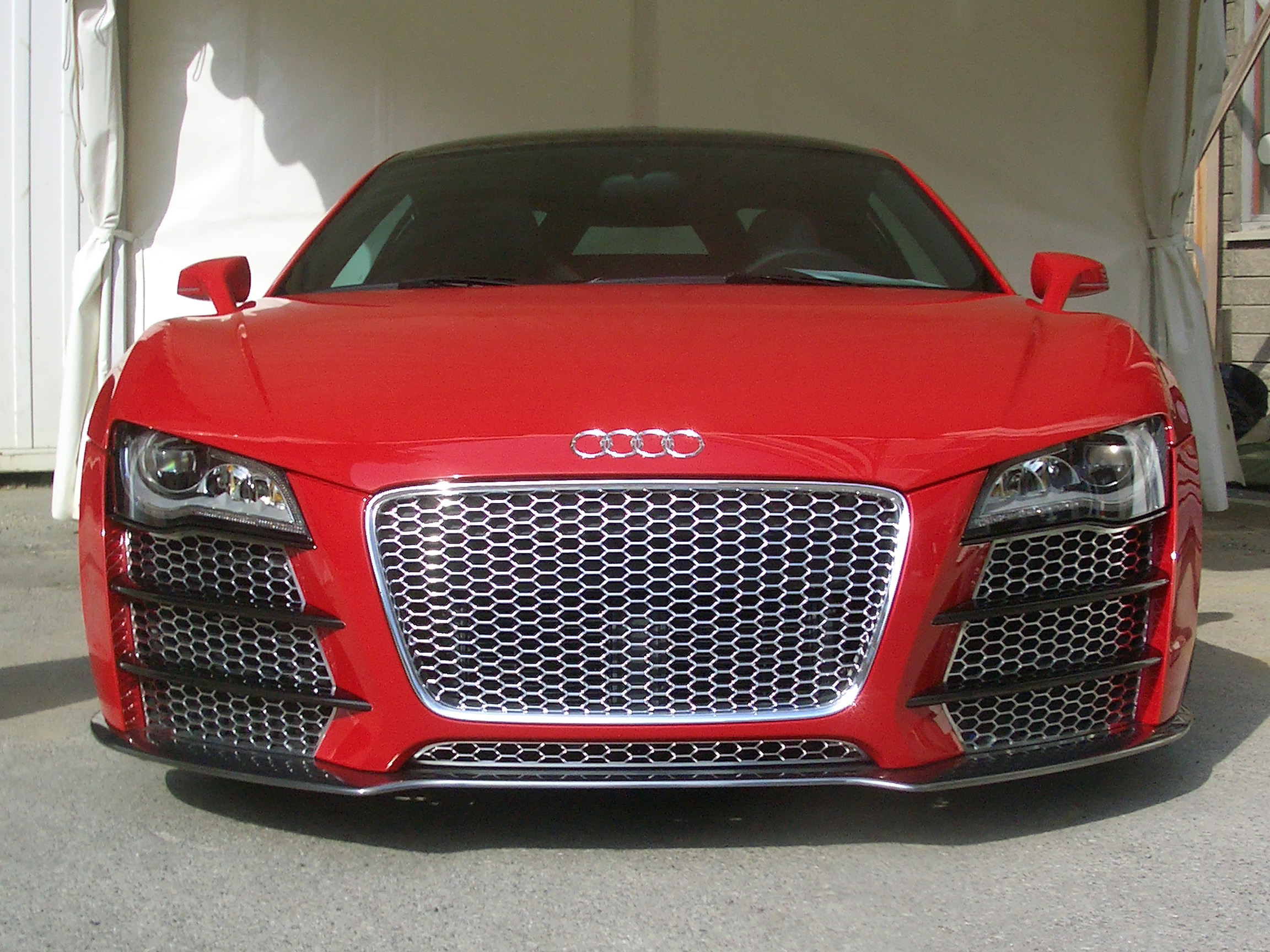
L'Audi R8 V12 TDI Le Mans de face : les entrées d'air frontales sont très larges.

Audi mise beaucoup sur le développement des diesels sur le continent américain très réfractaire jusqu'à aujourd'hui au gazole. Le constructeur allemand tente ainsi de marquer les esprits en présentant ce qui restera un concept-car de sa voiture d'exception.
Un premier concept de supercar motorisé par un moteur Diesel est apparu au stand d'Audi au Salon de Détroit 2008 : une Audi R8 motorisé par un V12 6.0 TDi ouvert à 60°, dérivé de ceux des Audi R10 du Mans et déjà présent sur l'Audi Q7 accouplé à une transmission manuelle à six rapports. Équipée de deux turbocompresseurs générant 2,6 bar de pression et ainsi développant 500 ch et pas moins de 1 000 Nm de couple disponibles dès 1 750 tr/min, cette Audi R8 abat le 0 à 100 km/h en 4,2 s et affiche un compteur gradué à plus de 300 km/h. Cette nouvelle Audi se veut plus propre, étant équipée d'un filtre à particules et d'un piège à oxyde d'azote, et moins gourmande en carburant ou presque grâce à la technologie AdBlue,, affichant 10 l aux 100 km. Une consommation qui peut en partie s'expliquer par un poids excessif dû au V12. Audi respecte déjà ainsi les grandes lignes des normes Euro 6 de 2014, non encore entièrement définies ...

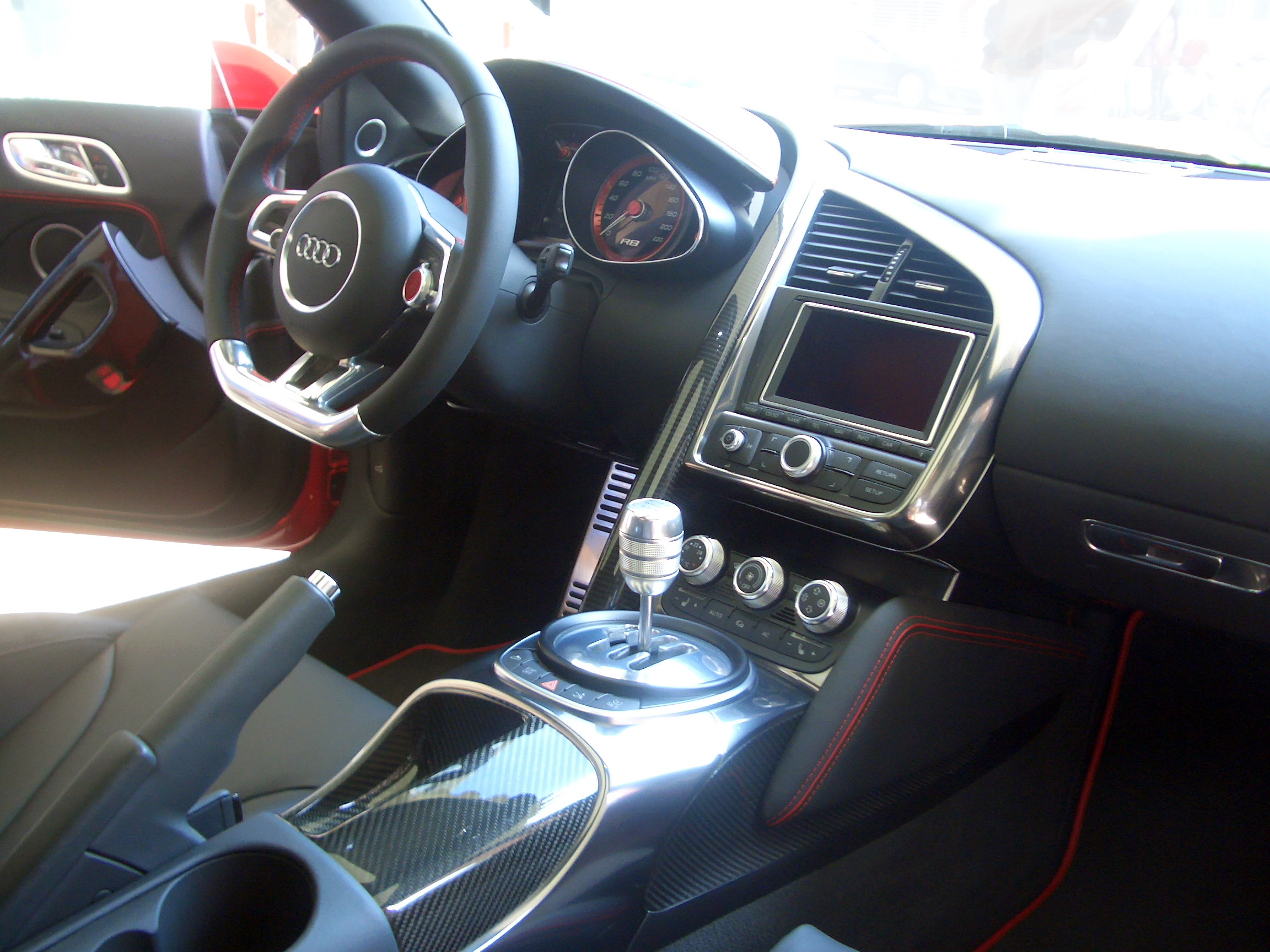
Intérieur de l'Audi R8 V12 TDI Le Mans.

Côté esthétique, on remarque au premier coup d'œil les très imposantes entrées d'air nécessaire au refroidissement de l'imposant V12. L'Audi R8 s'équipe par ailleurs de jantes spécifiques, d'un toit panoramique en verre coupé en son milieu par une prise d'air qui achemine l'air par deux conduits en carbone vers l'admission, et d'un aileron qui contrairement à l'Audi R8 V8 ne se dissimule plus à basse vitesse mais demeure néanmoins mobile : il se soulève à haute vitesse pour améliorer l'aérodynamisme. Touche élégante à l'intérieur : lorsque le mode sport est activée, l'éclairage des compteurs vire du blanc au rouge.
La seule différence entre les Audi R8 V12 TDI Concept et TDI Le Mans est que cette dernière fut présentée au Salon de Détroit 2008 dans une livrée gris mat alors que la TDI Le Mans fut présentée au Salon de Genève 2008 dans une livrée rouge, dont le nom fait, cette fois-ci, référence directe aux succès de l'Audi R10 TDI aux 24 heures du Mans.

### Audi R8 V10

#### Moteur et performances

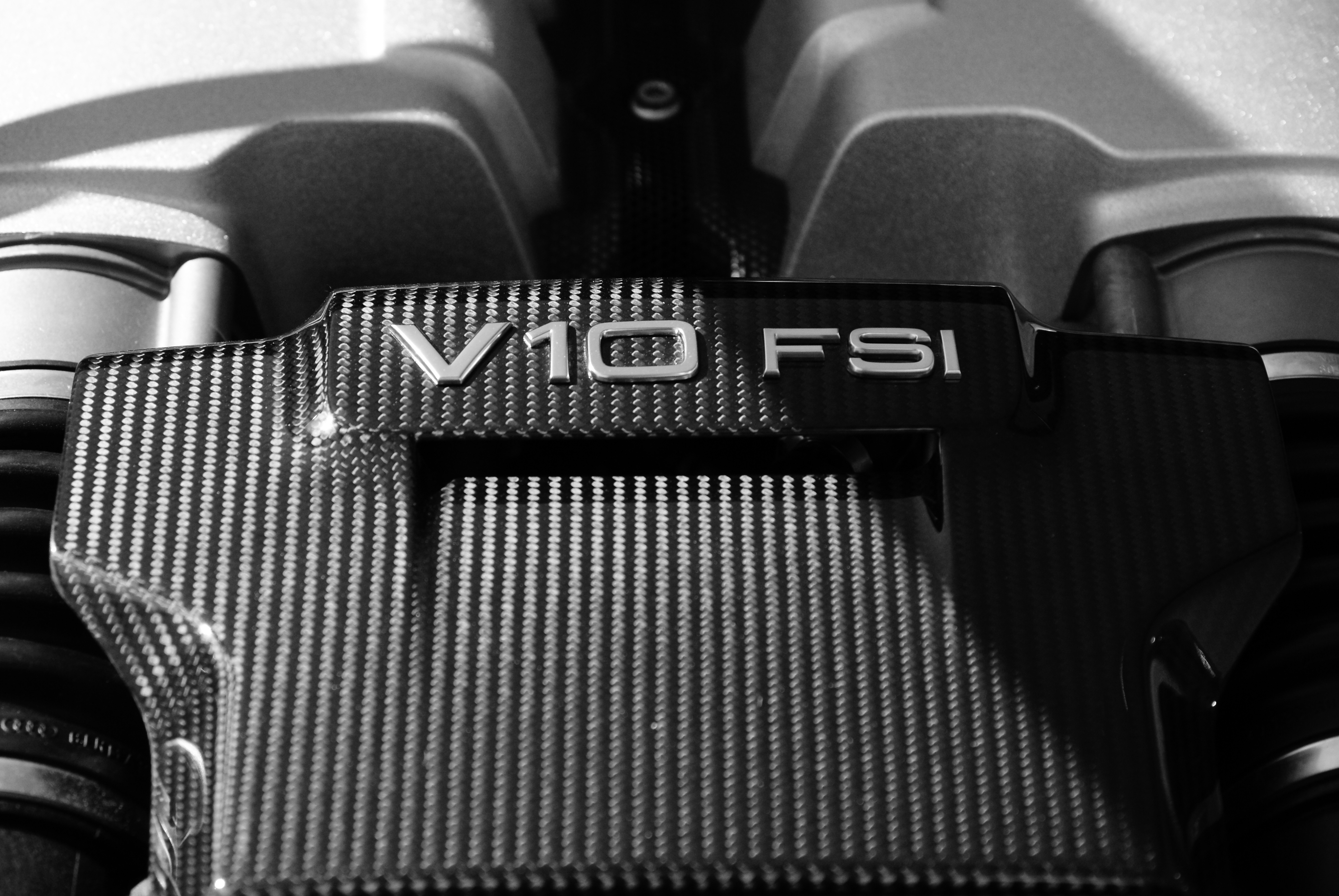
Le V10 FSI développe plus de 500 ch.

Malgré le succès incontesté de la R8 V8, certains amateurs de sportives de conception radicale et destinées à une utilisation intensive sur circuit l'avaient trouvé « un peu fade et trop facile à piloter ». Audi décide alors de relever le défi et, alors que la crise sévit dans l'industrie automobile, propose une version surpuissante de sa sportive de prestige.
C'est donc sous le capot que se trouve la principale différence entre les versions V8 et V10. Comme son nom l'indique, la R8 V10 s'équipe d'un moteur V10 — toujours placé en position centrale arrière — d'une cylindrée de 5 204 cm3 à 4 soupapes par cylindre, ouvert à 90°, développant une puissance maximale de 525 ch à 8 000 tr/min contre 420 pour le V8. Son couple maximal de 530 Nm est quant à lui fourni à 6 500 tr/min. Il s'agit en réalité d'une version dégonflée du V10 de 560 ch de la Lamborghini Gallardo LP560-4. L'utilisation de magnésium et l'ajout de nombreux inserts de carbone, notamment dans le bloc moteur, permet de maintenir un poids raisonnable de 1 620 kg — avec 258 kg, le moteur ne pèse que 30 kg de plus que le V8 — de sorte que le 0 à 100 km/h s'effectue en 3,9 s et le 0 à 200 km/h en 12 s.
Tout comme le V8, la lubrification est réalisée par carter sec afin d'abaisser le centre de gravité de l'automobile. La distribution du moteur est réalisée par chaîne, 4 arbres à cames à calage variable et une gestion à double calculateur. La sonorité du V10 marque par contre sa différence avec la version V8. À bas régimes, « le moteur martèle un peu à la manière d'un V8, mais surtout il grogne comme les dernières générations de Flat Six Porsche ».

#### Design
La version Audi R8 V10, bien qu'elle ne diffère esthétiquement que peu avec la R8 V8, attire toujours autant les regards, notamment lors de sa présentation officielle au Salon de Détroit 2009. Les passionnées remarqueront cependant les nombreuses et subtiles modifications apportées à la version V10.

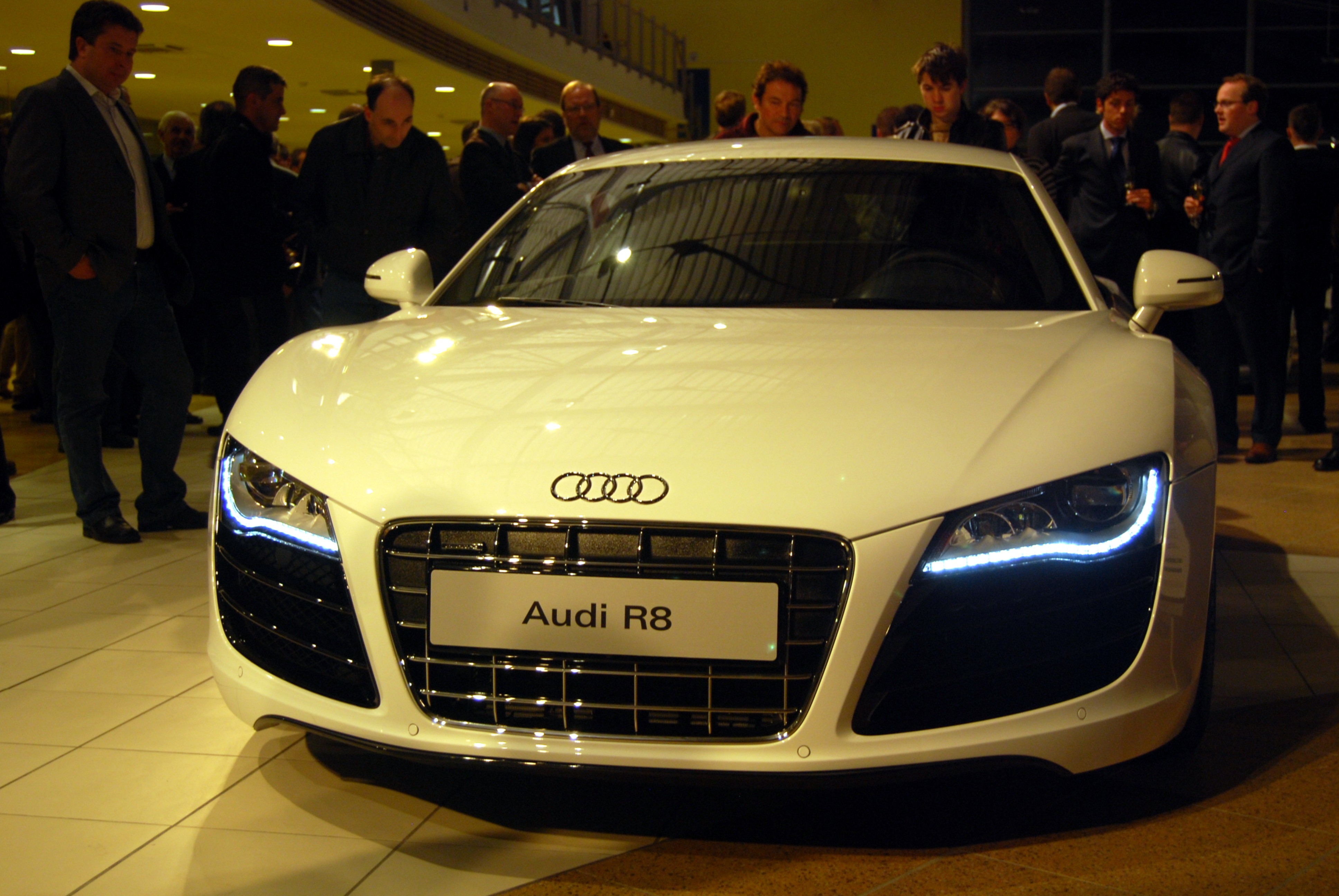
L'Audi R8 V10 est la première automobile au monde à s'équiper d'un éclairage entièrement à LED.

Une des différences majeures concerne le refroidissement du moteur. Les entrées d'air latérales placés en amont des passages de roues arrière — dissimulés par les Side Blades dont la couleur et le matériau peuvent, tout comme la R8 V8, différer de la carrosserie — sont davantage ouverts afin d'y engouffrer un maximum d'air pour le refroidissement du moteur, tout comme les écopes avant et arrière laqués noir brillant, particulièrement travaillés au niveau des ailettes permettant de rendre le flux d'air suffisamment laminaire pour favoriser la « respiration » de l'automobile. Néanmoins, les modifications esthétiques et techniques dégradent le Cx de 0,34 à 0,36.
Un diffuseur spécifique et plus imposant, afin d'améliorer la stabilité à hautes vitesses, ainsi que des nouvelles sorties d'échappements ovales font leur apparition. L'aileron arrière est légèrement plus imposant pour maximiser l'appui au sol à haute vitesse et la calandre est légèrement revue, adoptant un nouveau dessin quadrillé par des lames de chromes. De surcroît, et il s'agit d'une première mondiale dans le monde automobile, l'ensemble des systèmes d'éclairages extérieurs — feux de route, de croisement, de positon et avertisseurs de changement de direction — sont en série à LED,. Les badges V10 apposés sur les ailes avant rappellent qu'il s'agit d'une sportive de prestige. Enfin, la Audi R8 V10 est sublimée de « somptueuses » jantes de 19 pouces à dix branches en Y.
À l'intérieur, l'Audi R8 V10 ne présente que très peu de différence. Référence sur le plan de la qualité d'assemblage et de la finition, l'habitacle se distingue par des instruments de bords cerclés de rouge et badgés V10. Le compte-tours est quant à lui gradué jusqu'à 10 000 tours et le compteur à 350 km/h.

#### Transmission
Les deux types de boîte de vitesses sont toujours disponibles : une boîte manuelle à 6 rapports en série et la boîte de vitesses séquentielle Audi R-tronic en option. Cette dernière boîte permet grâce au système « Launch Control » que le conducteur active par pression sur une touche, à la R8 V10 de réaliser des démarrages foudroyants. La transmission intégrale quattro répartissant, par visco-coupleur, le couple entre les deux essieux, équipe également l'Audi R8 V10. Le caractère de propulsion est d'autant plus affirmé dans cette version étant donné que la transmission privilégie le couple sur le train arrière à 85 %. Ce chiffre varie néanmoins en fonction des conditions météorologiques.

#### Châssis et comportement
Le système de freinage a été légèrement modifié pour lui accorder plus de mordant. Les freins en carbone-céramique sont toujours proposés par option. Outre l'amélioration du freinage en conduite sportive, ils diminuent le poids des masses non suspendues de 9 kg. Les roues, équipées des jantes de 19 pouces citées au-dessus et montées sur des pneus de 235/35 à l'avant et de 295/30 à l'arrière, ont été spécialement développées pour la R8 V10.
Hormis en ville où l'Audi R8 V10 rencontre quelques difficultés à se mouvoir en raison de sa largeur imposante, elle étonne par sa douceur de conduite. L'embrayage s'avère doux à la course un peu longue, la direction légère à basse vitesse et la suspension conciliante, notamment grâce à la technologie Magnetic Ride livrée de série. Sa stabilité et sa tenue de route « impériales » ainsi que sa direction qui se durcit avec la vitesse font de la R8 V10 une merveille à hautes vitesses. Cette dernière qualité est cependant intrinsèque à toutes les GT de qualité. Par contre, elle surprend davantage par son agilité sur routes sinueuses et bosselées,.

#### Habitabilité - Confort
L'Audi R8 V10 s'offre à partir de 146 800 €, soit 36 600 € de plus que la version V8. Néanmoins, ce prix prend en compte 18 360 € d'équipements supplémentaires, comprenant la sellerie cuir Nappa, les phares à LED, la suspension Audi Magnetic Ride, les rétroviseurs extérieurs escamotables, le GPS Plus, le chargeur 6 CD, les sièges électriques, le système audio Bang & Olufsen, le Pack éclairage et l'Audi Hold Assist.

### Audi R8 Spyder

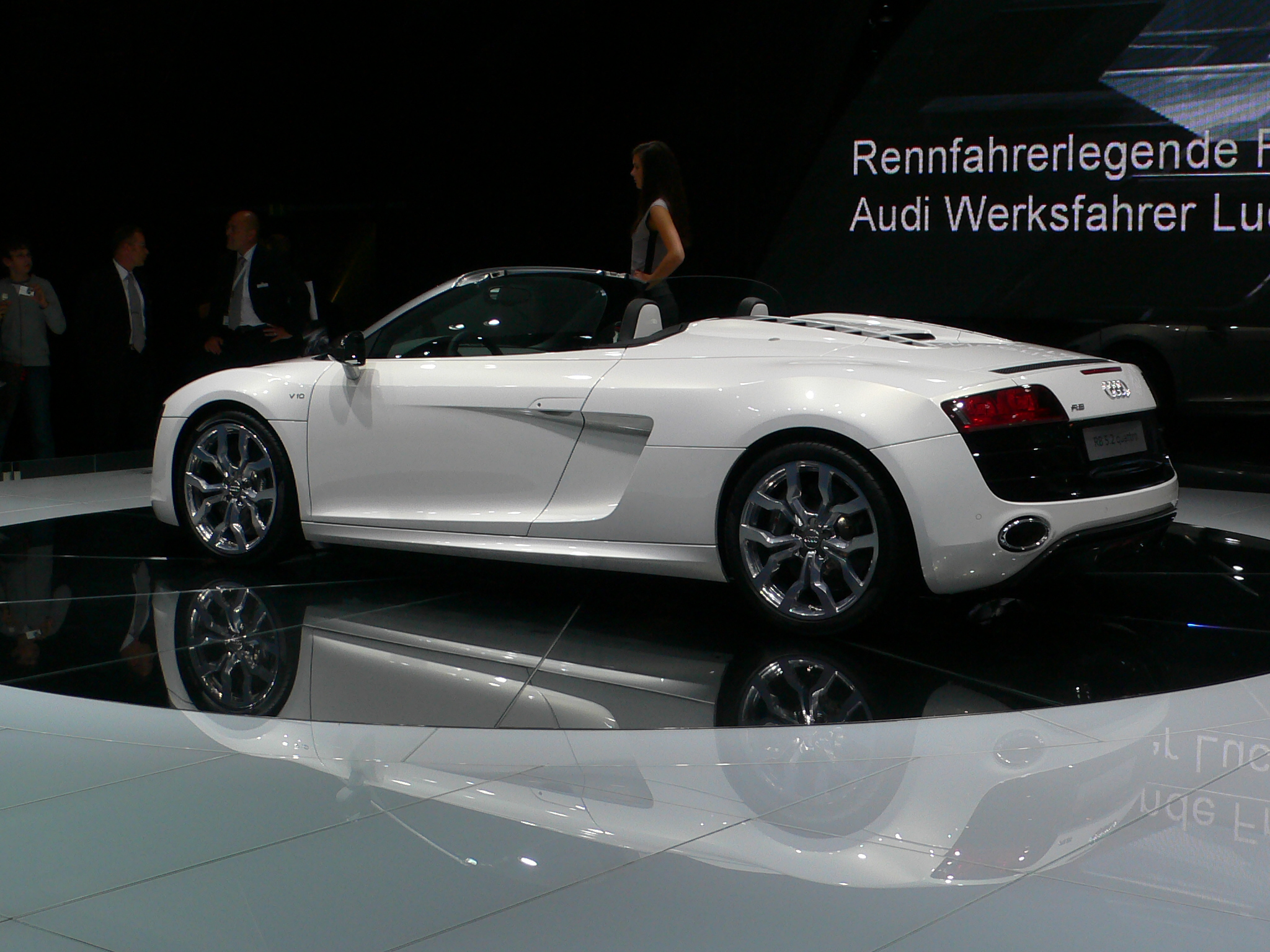
L'Audi R8 V10 Spyder en première mondiale au Salon de Francfort 2009.

À l'image de ses concurrentes italiennes telles que les Ferrari F430 et Lamborghini Gallardo LP560-4, l'Audi R8 V10 sera déclinée en version découvrable. Elle sera équipée d'une capote en toile, d'où sa dénomination R8 Spyder. Les premières images et les informations apparues sur Internet dévoilent une Audi R8 Spyder mue par le V10 5.2 qui malheureusement, abandonne les Side Blades. En revanche, des écopes sur le capot moteur font leur apparition et ne sont pas sans rappeler la Gallardo Spyder.

### Audi R8 LMS
Avant même la présentation officielle de la version de série, Audi a introduit au salon d'Essen la version de compétition de sa R8 V10. Elle est conforme aux spécifications GT3, ce qui implique une diminution de sa puissance par rapport au modèle routier ainsi que la perte de la transmission intégrale. Elle est destinée à des clients privés souhaitant participer à des courses d'endurance.

## Récompenses

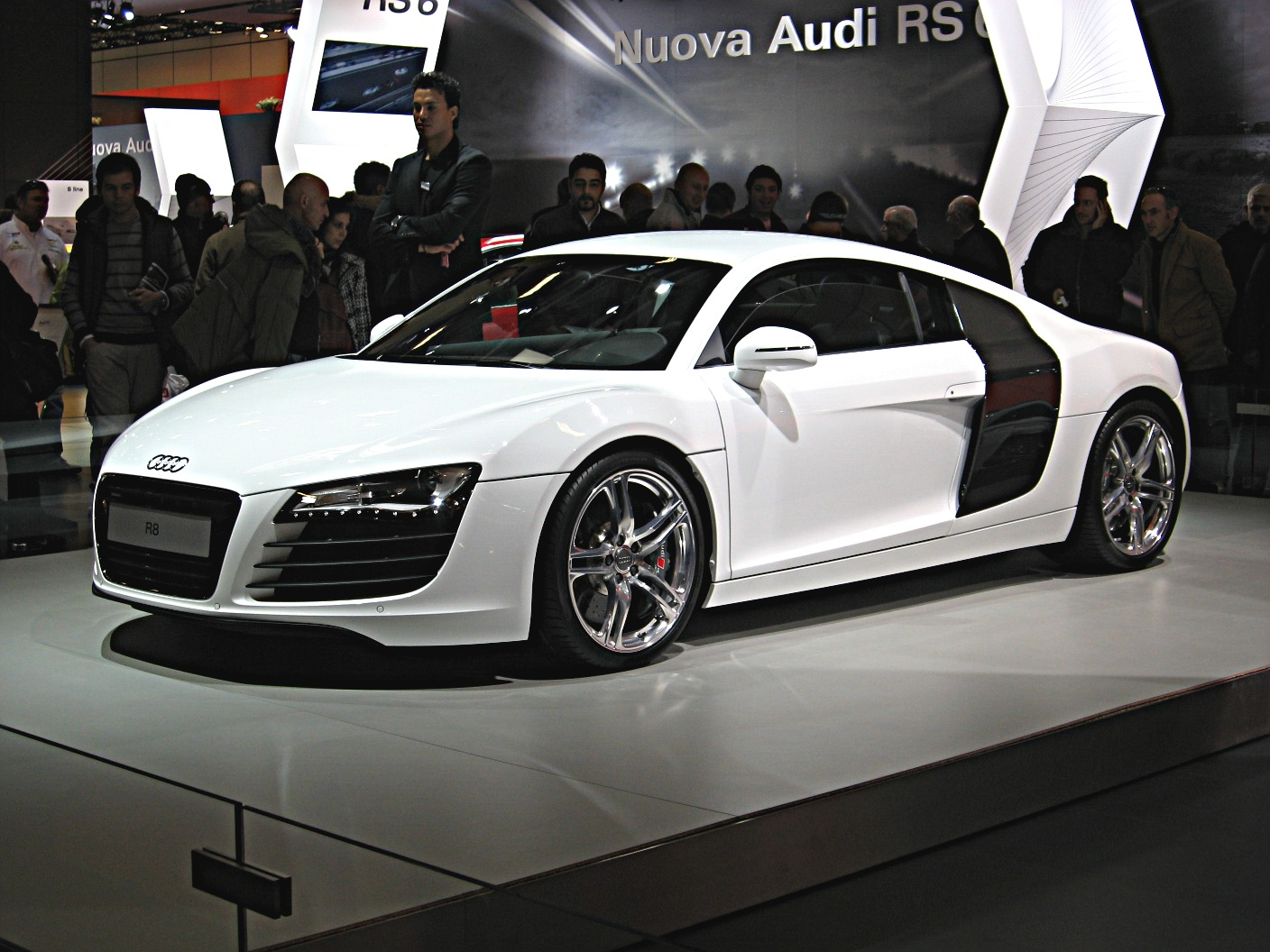
L'Audi R8 V8 au Motor Show Bologna 2007.

- L'Audi R8 a été désignée Best Handling Car and Fastest Car In The World of 2007 (Voiture la plus Maniable et la plus Rapide de l'année 2007) par le journal Autocar magazine, devançant ainsi sa plus grande rivale, la Porsche 911 GT3 RS[50].
- Elle a été désignée Voiture de Sport de l'année 2007 par le magazine allemand Auto Bild, distinction honorifique remise à Werner Frowein, l’un des dirigeants de la marque, à l’occasion du salon automobile qui se tient actuellement à Essen[51].
- Le magazine Playboy l'a désignée Voiture de l'année 2008[52].
- L'Association des journalistes automobile (AJAC) récompensa la R8 des titres de Voiture canadienne de l'année, de Voiture de plus grand prestige et de Voiture la plus convoitée de l'année 2008[53].
- Le magazine Top Gear désigna l'Audi R8 Voiture de l'année 2007.
- L'Automobile Magazine accorda le titre de Voiture de l'année 2008 à l'Audi R8[54].
- L'Audi R8 remporta en 2008 le « MSN Car of the Year », avec 42 % des voix, contre la Ferrari F430 avec 13 %, et la BMW M3 et ses 11 %[55].
- Le Prix mondial de la Voiture de l’année 2008 fut attribuée à l'Audi R8 pour ses performances (Performance Car) et son design (Design of the Year), lors du salon de l'automobile de New York[56].